# Matías Emanuel Lequi
Matías Lequi (Rosario, 13 de maig de 1981) és un futbolista argentí, que ocupa la posició de central.
Ha militat en el River Plate al seu país, així com a l'Atlètic de Madrid i Celta de Vigo a la competició espanyola, el SS Lazio a la italiana i l'Iraklis a la grega.